# غشاء طبلي
طبلة الأذن (بالإنجليزية: Eardrum)‏ أو الغشاء الطبلي (بالإنجليزية: Tympanic Membrane)‏ هو غشاء حيوي رقيق يفصل الأذن الخارجية عن الأذن الوسطى لدى البشر والأخرى. ووظيفته هي نقل الصوت من الهواء إلى داخل عظيمات الأذن الوسطى. عظم المطرقة يصل الفجوة بين طبلة الأذن والعظيمات الأخرى. يمكن أن يؤدي تمزق أو ثقب طبلة الأذن إلى فقدان السمع التوصيلي.

## التشريح
يتشكل الغشاء الطبلي مثل مخروط مستوي مشيرا إلى الداخل باتجاه الأذن الداخلية، ويتكون من ثلاث طبقات :
- الجلد ~ الجلدية
- المشععة، ~ ألياف الكولاجين الدائرية
- المخاطية، ظهارة

## تعصيب غشاء الطبل
يأتي تعصيب السطح الخارجي لغشاء الطبل بشكل رئيسي من العصب الأذني الصدغي وهو فرع من العصب الفكي السفلي (العصب القحفي الثالث)، ويساهم في التعصيب أيضًا الفرع الأذني للعصب المبهم، وفروع من العصب الوجهي، وفروع من العصب البلعومي اللساني.
أما تعصيب السطح الداخلي لغشاء الطبل فيأتي من العصب البلعومي اللساني بشكل كامل.

## الثقافة والمجتمع
يقوم أفراد شعب الباجاو في منطقة المحيط الهادئ بتمزيق طبلة الأذن (الغشاء الطبلي) عمدًا في سنٍ مُبكرة؛ بهدف تسهيل الغوص والصيد في البحر، لذلك العديد من كبارِ السن في شعب الباجاو لديهم صعوبات في السَمع.

## معرض الصور

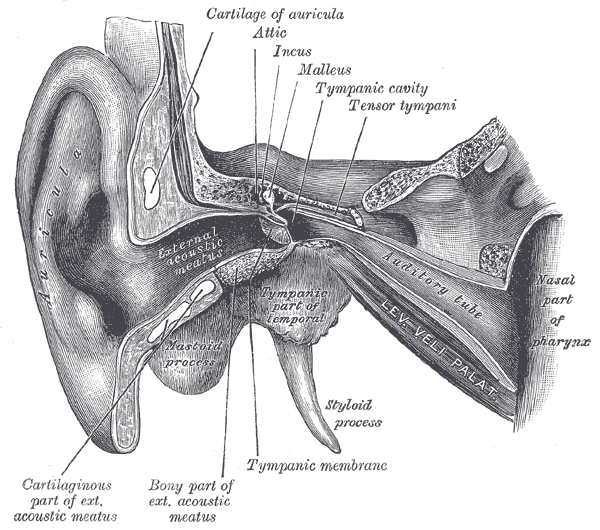
External and middle ear, opened from the front. Right side.
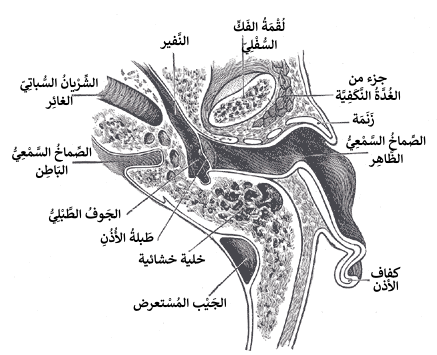
المقطع الأفقي عبر الأذن اليسرى؛ النصف العلوي من المقطع.
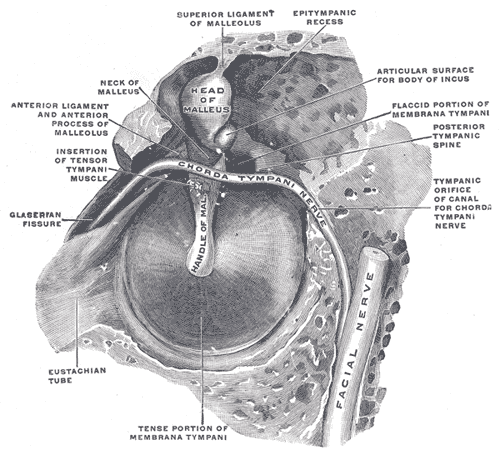
The right membrana tympani with the hammer and the chorda tympani, viewed from within, from behind, and from above.
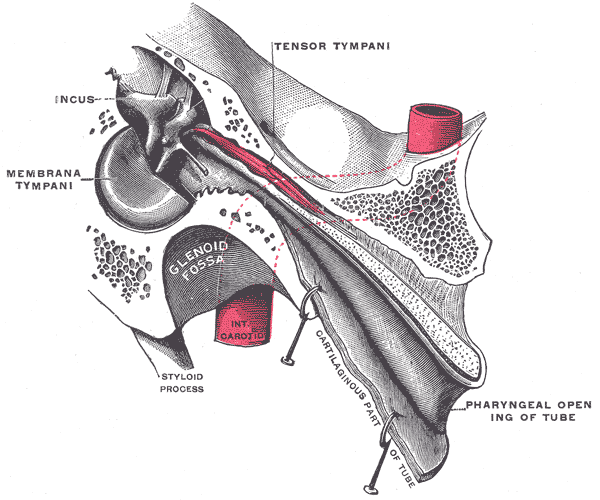
Auditory tube, laid open by a cut in its long axis.
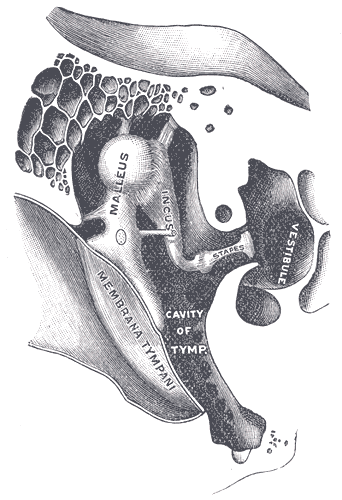
Chain of ossicles and their ligaments, seen from the front in a vertical, transverse section of the tympanum.
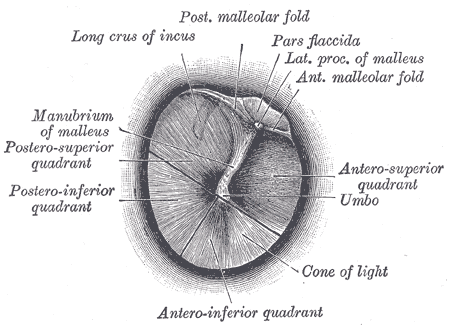
Right tympanic membrane as seen through a speculum.

## وصلات خارجية
- Diagram at Georgia State University
- drtbalu's otolaryngology online